# Боро, Джамуна
Джамуна Боро (род. 7 мая 1997 года) — индийская боксёрша. Призёр чемпионата мира 2019 года. 

## Биография
Джамуна Боро родилась 7 мая 1997 года в Сонитпур, Ассам. Она родом из деревни Белсири. Её отец, Паршу Боро, умер, когда ей было десять лет, мать, Нирмали Боро, работала продавцом овощей.

## Карьера
Боро начала свою карьеру в качестве спортсмена ушу, тренировал её Джон Смит Нарзари. Позже она начала заниматься боксом и была выбрана для регионального центра Саи, базирующегося в Гувахати. 
Предолимпийский чемпионат мира 2019 года, который состоялся в Улан-Удэ в октябре, индийская спортсменка завершила полуфинальным поединком, уступив тайваньской спортсменке Хуан Сяовэнь по единогласному решению судей. В результате на одиннадцатом чемпионате мира по боксу среди женщин, в первый год международных стартов для себя, она завоевала бронзовую медаль.